# Boothia (zatoka)
Boothia (ang. Gulf of Boothia, fr. Golfe de Boothia) – zatoka Oceanu Arktycznego, położona między Ziemią Baffina a półwyspem Boothia. Na południu ogranicza ją stały ląd kontynentu północnoamerykańskiego z Półwyspem Melville’a. Na północy łączy się z Cieśniną Lancastera poprzez Cieśninę Księcia Regenta. Przez wąskie cieśniny: Bellota na zachodzie i Fury and Hecla Strait na wschodzie łączy się z innymi akwenami Archipelagu Arktycznego.
Zatoka ma długość około 520 km, a szerokość – do 220 km. Jej maksymalna głębokość osiąga 344 m. W zatoce Boothia znajdują się liczne niewielkie wyspy. Na południu rozdziela się na kilka zatok, które wcinają się w ląd. Największa z nich to Commitee. Zatoka jest wolna od lodu tylko przez niewielką część roku – jedynie w sierpniu i na początku września.
Jej nazwa została nadana na cześć Felixa Bootha, który wspierał ekspedycję Johna Rossa w poszukiwaniu Przejścia Północno-Zachodniego.